# 叙利尼亚
叙利尼亚（法語：Sulignat，法語發音：[syliɲa]）是法国安省的一个市镇，位于该省西部，属于布雷斯地区布尔格区。

## 地理
叙利尼亚（46°10'38"N, 4°57'47"E）面积10.8 平方千米，位于法国奥弗涅-罗讷-阿尔卑斯大区安省，该省份为法国东部省份，北起汝拉省，西北接索恩-卢瓦尔省，西接罗讷省和里昂大都会，南至伊泽尔省，东与萨瓦省、上萨瓦省和瑞士接壤。
与叙利尼亚接壤的市镇（或旧市镇、城区）包括：拉贝热芒-克莱芒西亚、沙拉罗讷河畔沙蒂永、伊利亚、讷维尔莱达姆、韦勒河畔圣于连、沃纳。

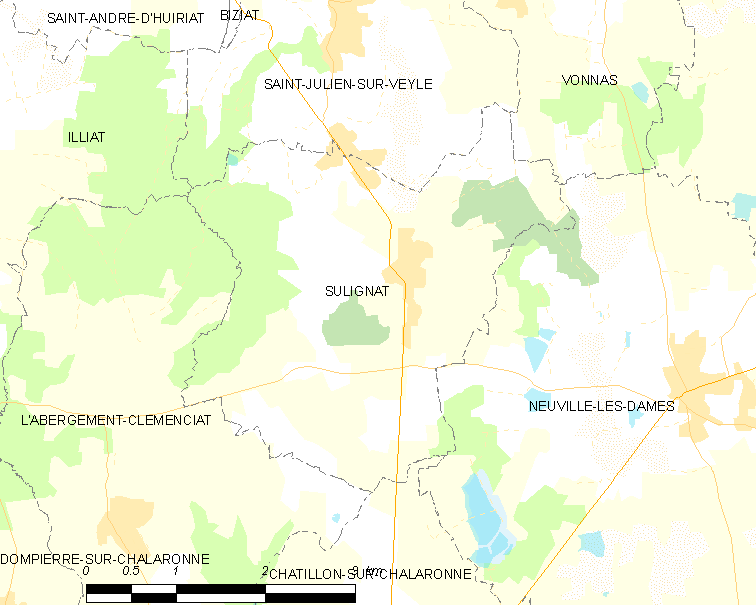
叙利尼亚的OSM定位图

叙利尼亚的时区为UTC+01:00、UTC+02:00（夏令时）。

## 行政
叙利尼亚的邮政编码为01400，INSEE市镇编码为01412。

## 政治
叙利尼亚所属的省级选区为沙拉罗讷河畔沙蒂永县。

## 人口

1962-2008年间叙利尼亚人口变化图示

叙利尼亚于2022年1月1日时的人口数量为605人。